# Тош-Булак (Нарынская область)
Тош-Булак (кирг. Төш-Булак) — село в Нарынском районе Нарынской области Кыргызстана. Входит в состав Чет-Нуринского айылного аймака.

## География
Село расположено в центральной части области, в высокогорной зоне, на правом берегу реки Нарын, на расстоянии приблизительно 25 километров (по прямой) к востоко-северо-востоку от города Нарын, административного центра области и района.

## Население
Согласно оценочным данным Национального статистического комитета Кыргызской Республики, численность населения села на начало 2023 года составляла 200 человек.
| год     | 2009 | 2014 | 2015 | 2020 | 2021 | 2023 |
| ------- | ---- | ---- | ---- | ---- | ---- | ---- |
| человек | 140  | 190  | 188  | 201  | 208  | 200  |